# Herkules hadművelet
A Herkules hadművelet (Unternehmen Herkules) a tengelyhatalmak tervezett, de végül nem megvalósult, Málta elfoglalására irányuló vízi- és légi hadműveletének fedőneve volt a második világháborúban (olasz részről az akció kódneve: C3 hadművelet). A terv szerint a brit erőktől védett, Szicília és Líbia között fekvő szigetet német és olasz ejtőernyős és légi csapatok, illetve a szárazföldi haderő segítségével szállták volna meg, kiiktatva ezzel a britek légi és tengeri támaszpontját, egyben biztosítva a Földközi-tengeren történő utánpótlás zavartalanságát a Líbiában és Egyiptomban harcoló csapataikhoz. A német és olasz csapatok növekvő előkészületei ellenére az észak-afrikai hadszíntér helyzetének gyors változása miatt a tervet 1942 novemberében lefújták.

## Előzmények
Málta meghatározó szerepet játszott a földközi-tengeri hadszíntér kezdetén, mert a brit királyi légierő és haditengerészet egyetlen támaszpontja volt a Mediterráneum középső részén, ahonnan a Líbiából előretörő, egyiptomi brit csapatokat támadó olaszok utánpótlásának érzékeny veszteségeket tudtak okozni. Ebből kifolyólag a német haditengerészeti összekötő stáb olaszországi vezetője, Eberhard Weichold tengernagy-helyettes már 1940 augusztusában megpróbálta érdekelté tenni olasz szövetségesüket egy Málta elleni hadműveletben. 1940 decemberében egy német repülőalakulatot Szicíliába helyeztek át, hogy az olasz Regia Aeronauticat (királyi légierő) a Földközi-tenger középső részén végzett biztosítófeladataikban támogassák. Miután az Erwin Rommel vezette Német Afrikakorpsot 1941 elején Észak-Afrikába küldték, az Olaszország és Líbia közötti utánpótlásvonalak biztosítása a Wehrmacht számára is közvetlen jelentőségűvé vált. A balkáni hadjárat idején ezért a Wehrmacht parancsnoki stábjának honvédelemért felelős részlegén Málta megszállását Kréta elfoglalásának (Merkúr hadművelet) alternatívájaként vették számításba. Ezt a javaslatot Erich Raeder, a Kriegsmarine (német haditengerészet) főparancsnoka támogatta. Adolf Hitler ennek ellenére – saját szempontjából – nagyobb jelentősége miatt végül Kréta mellett döntött. A német ejtőernyősök súlyos krétai veszteségei következtében azonban Hitler ezen elitegység minden további, nagyobb mértékű légi bevetését ideiglenesen megtiltotta.
A Málta elleni tervek azután kaptak új lendületet, hogy az Albert Kesselring vezette 2. német légiflottát 1941 decemberében a keleti frontról áthelyezték Olaszországba. Ez a tengely csapatainak 1941. második félévi, észak-afrikai utánpótláshelyzetének drámai rosszabbodása miatt vált szükségessé. Kesselring rögtön légi offenzívát indított Málta ellen, amivel időről-időre a sziget összes repterét sikerült kiiktatniuk. A Royal Navy (brit királyi haditengerészet) valettai nagy kikötőben állomásozó speciális egységét (Force K) a súlyos veszteségek miatt 1942 januárjában fel kellett oszlatni, és a tengeralattjárókat áprilisban kivonni. Mindemellett a sziget brit hajókonvojokon keresztüli ellátását 1942 első félévében a tengelyhatalmak légi és tengeri hadereje messzemenőkig akadályozta. A sziget védelmének parancsnoka, William Dobbie figyelmeztetett, hogy az utánpótlás elmaradása esetén a sziget belátható időn belül kénytelen lesz kapitulálni. Mindezzel megnyílt a lehetőség a tengelyhatalmak számára, hogy a sziget védelmének ideiglenes gyengeségét annak elfoglalására használják ki.
Egy 1942. februári, Hitler és Mussolini közötti értekezleten elvileg megegyeztek egy Málta elleni hadműveletben, amit a német főparancsnokság és az érintett parancsnokok üdvözöltek. Rommel áprilisban azért emelt szót, hogy az akciót még a tervezett észak-afrikai nyári offenzívája (Theseus hadművelet) előtt hajtsák végre. Hitler és Mussolini végül 1942. április 29/30-án, az obersalzbergi Berghofban döntöttek Málta elfoglalásáról. Az 1942. május 4-i utasítás a hadműveletet az év júliusára tűzte ki. Hitler azonban – Rommel javaslatai ellenére – a brit 8. hadsereg visszaszorításától és Tobruk erődjének elfoglalásától tette függővé annak végrehajtását. Csak ezután kellett a 2. légiflotta repülőinek az akció támogatására visszatérniük Szicíliába, és a Málta elleni támadásaikat újra felvenniük.

## Támadási terv

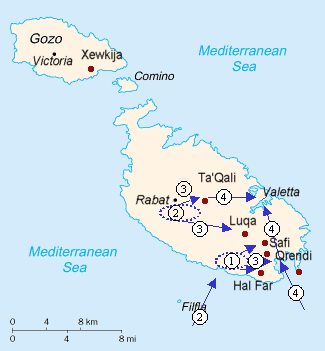

A Herkules hadművelet légideszant-bevetési szakaszához a német XI. Fliegerkorps (repülőhadtest) parancsnoksága alatt álló 7. Flieger-Division (repülő hadosztály), valamint az olasz „Folgore” ejtőernyős hadosztály és a „La Spezia” légideszant-hadosztály bevonását tervezték, akiknek az összlétszáma megközelítőleg harmincezer főt tett ki. Ez a szám nagyjából megfelelt a sziget teljes brit helyőrségének. Ezeket az erőket kellett páncélos erők támogatásával további hetvenezer főből álló olasz gyalogoshadosztályoknak tengeri partraszállás formájában megerősíteniük. Az átszállításhoz 500 Ju 52-es és majdnem ugyanennyi teherszállító vitorlázógép állt rendelkezésre. A gyors partraszállásokhoz a körülbelül ötven partra szállító hajó (marinefährprahm, motozattera) mellett néhány ideiglenes partra szállító hajót (siebelfähre), továbbá számos kisebb utászszállító hajót és rohamcsónakot vettek számításba. A további utánpótlást utas- és teherszállító hajókon, illetve kompokon keresztül kellett biztosítani. A légi támogatáshoz kb. 600 bombázóval és harci repülővel kalkuláltak, amiket kétszáz vadászgép támogat. A terv Málta bevételét összesen négy fázisban irányozta elő:
Az elsőben Wied iż-Żurrieq és Għar Lapsi között kellett egy megerősített zászlóaljnyi légi deszantosnak földet érnie, akiknek egy hídfő kialakítása és biztosítása volt a céljuk, és – amennyiben lehetséges – Ħal-Far repülőterének bevétele. A leszállásnak napfelkelte előtt, teherszállító vitorlázógépekkel kellett történnie, amik nyugati irányból, a nyílt tenger felől érkeznek. A légi támogatást a Luftwaffenak és a Regia Aeronauticanak kellett adniuk.
A hídfő biztosítása után, a második fázisban az olasz 125. La Spezia gyalogsági ezred és egy páncélos osztag részeinek kellett partra szállniuk. Ezzel egyidejűleg Mdina és Rabat városától délre légideszant-hadművelet végrehajtását tervezték. Ezen fázis célja a meglévő hídfő erősítése volt, ami az utána tervezett kitörést, valamint a további hídfő kialakítását és biztosítását lehetővé teszi. Mindehhez Mdinát és Rabatot a lehető leggyorsabban be kellett venni. A földet érést ezúttal az ejtőernyősök repülőgépekből való közvetlen kiugrásával tervezték.
A harmadik fázisban következett a kitörés a landolási hídfőkből. Cél volt a repülőterek bevétele a légi fölény kiharcolásához, csakúgy, mint a marsaxlokki öböl vidékének megszerzése Birżebbuġa kikötőjével együtt, hogy további erősítéseket lehessen partra tenni. A déli landolási hídfőben lévő erőknek Birżebbuġa irányába kellett operálniuk, és – ha addig nem történt volna meg – Ħal Far és Sofi repülőterét elfoglalniuk. Az északi hídfőben tartózkodó erők egy részének északkeleti irányba kellett kitörnie, és Ta' Qali repterét bevennie, mialatt a másik részük délkelet felé tör ki, és elfoglalja Luqa repterét. A tartalékban lévő hegyivadász hadosztálynak Safiban és Ħal Farban kellett földet érnie.
A negyedik fázisban a La Spezia ezred maradék részének Birżebbuġaban kellett landolnia. A páncélos erőkkel megerősített ezrednek délről kellett a főváros, Valetta ellen előrenyomulnia, mialatt a légideszant-csapatok nyugatról Sliema irányába törnek előre. A terv ezután a két csapatrész florianai egyesülése és azt követően Valetta bevétele volt.
A terv egyik kulcspontja a Wied iż-Żurrieq és Għar Lapsi közötti partszakasz bevétele volt az első fázisban, mert ez kínálta az egyetlen lehetőséget a gyalogsági és páncélos erők partraszállásához. Ha ez nem sikerülne, akkor a Ħal Fari repülőteret kell okvetlenül bevenniük, hogy a hegyivadász hadosztály csatlakozását a hadművelethez lehetővé tegyék. Döntő volt továbbá a harmadik fázisban Birżebbuġa bevétele és biztosítása a Valetta lerohanásához szükséges gyalogsági és páncélos erők partraszállásához.
A sziget tengeri ellátása a britek részéről a felerősödött német-olasz légitámadások miatt majdnem teljesen összeomlott, így 1942 júniusában már csak három hétre elegendő üzemanyag és élelmiszer állt rendelkezésre. A Royal Navynek az 1942 júniusi-augusztusi Vigorous és Pedestal hadműveletekkel nagy veszteségek árán mégis sikerült néhány fontos ellátó konvojt Máltára juttatni.

## A hadművelet lefújása
A támadás feltételeként megszabott, a 8. brit hadsereg elleni nyári német offenzíva sikerei Líbiában és Tobruk 1942. június 21-i bevétele után azonban Hitler továbbra sem hagyta jóvá a Herkules hadművelet elindítását. Hitler vonakodásának egyik oka biztosan a Merkúr hadművelet (Krétai csata) keserű tapasztalatai, a másik a beígért olasz készenléttel kapcsolatos teljes bizalmatlansága volt. Rommel azon állítására hivatkozva, hogy a Nílusig történő előretöréssel a hátuk mögött lévő máltai brit fenyegetés ellenére is megbirkóznak, Hitler a „Herkules” előkészületeit végül további intézkedésig leállította. A Herkuleshez tervezett légideszant-kötelékeket 1942. július közepétől Afrikába helyezték át, hogy Rommel első el-alameini csatában szerzett veszteségeit pótolják. A tervről azután mondtak le végérvényesen, hogy a szövetségesek partra szálltak Szicíliában, ami minden erre vonatkozó további meggondolást tárgytalanná tett.

## Következmények
Málta „elfojtását” a németek ezután már nem vették annyira komolyan, és a repülőegységeik jelentős részét más hadszínterekre vonták el, ezért a sziget a további fegyver, lőszer és élelmiszerszállítmányok következtében viszonylag gyorsan regenerálódott. Megerősödése miatt a Royal Air Force (brit királyi légierő) az Észak-Afrikában állomásozó tengelycsapatok utánpótlását döntően tudta akadályozni: 1942. augusztus-október között a szállítmányok harmada odaveszett, egyedül októberben például négy tartályhajó megsemmisítésével az üzemanyag utánpótlás 66%-a esett ki.
A Herkules hadművelet el nem indítása elértéktelenítette Kréta nagy veszteségek árán történt elfoglalását is. A német offenzíva el-alameini és végső soron az egész afrikai hadjárat elakadása ezáltal a tengelyhatalmak részéről Málta hibásan megítélt stratégiai jelentőségének számlájára is írható.
A szövetségesek szicíliai partraszállásával Málta 1943 nyarán a háborús események perifériájára került, és a tengelyhatalmak számára a Herkules hadművelet többé már nem volt kivitelezhető.

## Fordítás
- Ez a szócikk részben vagy egészben  az   Unternehmen Herkules című német Wikipédia-szócikk ezen változatának fordításán alapul.  Az eredeti cikk szerkesztőit annak laptörténete sorolja fel. Ez a jelzés csupán a megfogalmazás eredetét és a szerzői jogokat jelzi, nem szolgál a cikkben szereplő információk forrásmegjelöléseként.
- Ez a szócikk részben vagy egészben  az   Operation Herkules című angol Wikipédia-szócikk ezen változatának fordításán alapul.  Az eredeti cikk szerkesztőit annak laptörténete sorolja fel. Ez a jelzés csupán a megfogalmazás eredetét és a szerzői jogokat jelzi, nem szolgál a cikkben szereplő információk forrásmegjelöléseként.